# جورجا سینیکورنی
جورجا سینیکورنی (ایتالیایی: Giorgia Sinicorni؛ ۲۶ نوامبر ۱۹۸۳) بازیگر سینما و تلویزیون اهل ایتالیا است.
از فیلم‌ها یا سریال‌های تلویزیونی که وی در آن‌ها نقش داشته‌است، می‌توان به واحد ضد مافیا و پدر ماتئو اشاره نمود.